# Flux de gènes
 (février 2022).
Motif : Article "sourcé" par des modèles inexistants - traduction d'un article en anglais ne restituant pas les sources qui l'accompagnent

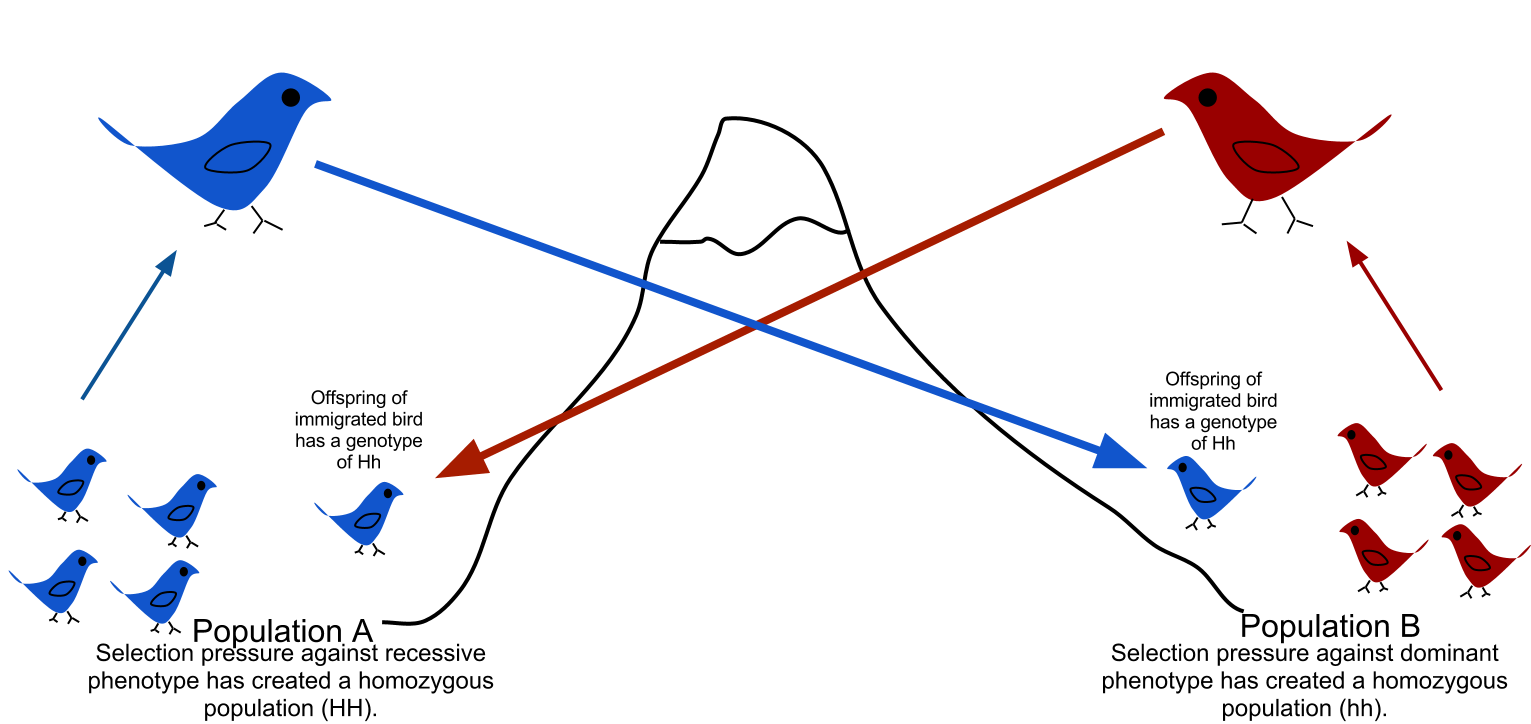
Le flux de gènes est un transfert d'allèles d'une population à une autre.

En génétique des populations, le flux génique, aussi nommé flux de gènes ou migration des gènes, est l'échange de gènes ou de leurs allèles entre différentes populations apparentées  en raison de la migration d'individus fertiles ou de leurs gamètes. Il est défini d'une hybridation, accompagnée d'une introgression Les flux géniques ont généralement lieu au sein d’une même espèce, bien que différents exemples de flux de gènes interspécifiques existent . Dans tous ces cas, ils jouent un rôle majeur dans l’organisation spatiale de la diversité génétique et représentent à ce titre une force évolutive importante. Comme les allèles s'échangent entre des populations, le flux génétique tend à réduire les différences génétiques entre les populations; c'est-à-dire à homogénéiser les fréquences alléliques entre les populations: plus le flux de gènes entre deux populations est important, plus les populations sont attendues similaires (mêmes allèles présents, mêmes fréquences alléliques). On dit qu’elles sont peu différenciées. En fait s'il est assez important il peut fondre deux populations pour n'en faire qu'une, avec un seul et même patrimoine génétique. L’impact des flux géniques au sein d’une population est globalement le même qu’entre différentes populations. Il est cependant plus difficile à observer et à mesurer, en particulier dans des populations continues.

## Introduction
L'une des idées fausses les plus répandues sur l'évolution consiste à penser que les organismes évoluent seuls au cours de leur vie. Sur le plan du changement populationnel, on peut définir la microévolution (évolution à la plus petite échelle possible) comme étant un changement de la fréquence allélique d'une génération à l'autre dans une population donnée.
Le changement de fréquence allélique ne découle pas seulement de la sélection naturelle, même si seule cette dernière améliore constamment l'adéquation entre les organismes et leur milieu. En effet, la dérive génétique (phénomènes aléatoires modifiant la fréquence allélique) et le flux génique (transfert d'allèles entre les populations) exercent des effets distincts sur la composition génétique des populations.
En botanique par exemple, certains gènes peuvent être transférés d’une population de plantes à une autre par pollinisation. Ainsi en agriculture, ce mécanisme pourrait expliquer l'éventuelle « contamination » de plantations non-OGM par des plantations d'OGM voisines.
En microbiologie, il est possible que des bactéries s'échangent du matériel génétique (par transformation, transduction et conjugaison), ce phénomène leur permet ainsi de développer une certaine résistance aux antibiotiques.

## Méthodes d'études
Des modèles mathématiques permettent de prédire l’impact des flux de gènes sur l’organisation spatiale de la diversité et leur interaction avec d’autres forces évolutives. 
Pour déterminer comment se font les échanges de gènes à l’intérieur d’une population, la méthode la plus  utilisée consiste à comparer les fréquences génotypiques observées dans la population par rapport à celles attendues en panmixie, c’est-à-dire, si tous les individus se croisent au hasard dans la population.
Sous l’hypothèse de panmixie, les fréquences génotypiques attendues à un locus biallélique (deux allèles A et a, en fréquence  respective p et q) sont p² pour le génotype AA, 2pq pour Aa et q² pour aa.

## Facteurs influant sur le flux génique
Un des facteurs les plus importants est la mobilité: une plus grande mobilité d'un individu tend à lui conférer un plus grand potentiel migratoire. Les animaux ont tendance à être plus mobiles que les plantes, bien que le pollen et les graines puissent être transportés sur de grandes distances par les animaux, le vent ou la mer.
Parmi les mécanismes évolutifs, le transfert horizontal de gènes exerce un impact prépondérant sur la diversification génétique des populations bactériennes à l’échelle évolutive. En effet, il génère un flux de gènes constant favorisant l'acquisition de fonctions à fortes valeurs adaptatives telle que la dégradation de polymères, la synthèse de métabolites secondaires ou de résistance à des drogues.

## Les barrières au flux génétique
Lorsque le flux génétique est bloqué par des barrières physiques, il en résulte une spéciation allopatrique ou un isolement géographique qui ne permet pas aux populations d'une même espèce d'échanger du matériel génétique. Les barrières physiques au flux génétique sont généralement, mais pas toujours, naturelles. Ils peuvent inclure des chaînes de montagnes infranchissables, des océans ou de vastes déserts. Dans certains cas, il peut s'agir de barrières artificielles créées par l'homme, comme la Grande Muraille de Chine, qui a entravé le flux génétique des populations végétales indigènes.  La comparaison des variations génétiques au sein d'une population de six plantes présentes de chaque côté de la muraille et d'un autre ensemble de cinq plantes présentes sur les deux côtés d'un sentier de montagne— dont quatre communes au groupe Muraille de Chine — a mis ce phénomène en évidence. L'une de ces plantes indigènes ligneuses, Ulmus pumila , se propageant par pollinisation aérienne, présente des variations plus faibles que les plantes Vitex negundo, Ziziphus jujuba, Heteropappus hispidus et Prunus armeniaca pollinisées des insectes. Mais dans tous les cas, sauf pour Cleistogenes caespitosa se reproduisant aussi bien de façon sexuée que non sexuée, ces variations génétiques étaient plus faibles dans les deux populations Muraille de Chine que dans la population témoin.
Il existe aussi des barrières non absolues comme la distance, qui peuvent fortement réduire où faire disparaître le flux génique. 
La sélection naturelle peut également constituer une barrière aux flux géniques pour certaines régions du génome.

## Le flux génique chez l'homme
Des chercheurs ont analysé le génome de Néandertal et les génomes d'hommes modernes provenant d'Afrique, d'Europe, de Chine et de Papouasie-Nouvelle-Guinée et ont démontré par comparaison d'ADN que 1 à 4 % du génome humain actuel proviendrait des Néandertaliens, ce qui selon toute probabilité, prouve qu'il y a eu un flux de gène de Néandertal à l'homme moderne. 
Néanmoins cette partie du génome est très peu représenté chez les Africains modernes.
Des généticiens ont ensuite mesuré pour ces parties du génome l'extension de déséquilibre de liaison, conséquence de la recombinaison des gènes lors de la formation des gamètes qui à chaque nouvelle génération altère la longueur des séquences génétique.
Leurs conclusions sont les suivantes :
« Ces hypothèses entraînent des prédictions différentes quant à la date du dernier échange de gènes entre la lignée des ancêtres des Néandertaliens et celle des non-Africains modernes», expliquent les chercheurs. Forts de leurs nouveaux résultats, ils livrent leur verdict : «le dernier flux génétique Néandertal à sapiens doit avoir eu lieu voici 37 000 à 86 000 ans, et plus probablement il y a 47 000 à 65 000 ans. Cela confirme l'hypothèse d’un métissage récent et suggère qu’il s'est produit quand les humains modernes, détenteurs des technologies du Paléolithique supérieur, ont rencontré les Néandertaliens en s’étendant hors de l'Afrique ».

## Diversité nécessaire versus pollution génétique
Le flux génique a des effets pouvant être antagonistes : il peut tout aussi bien constituer un frein à l'évolution en empêchant l'adaptation aux conditions locales, soit favoriser l'évolution en diffusant de nouveaux gènes et des combinaisons de gènes dans toute l'aire de répartition d'une espèce.
Les espèces spécifiques d'une région peuvent être menacées d'extinction par des espèces invasives, sous l'effet d'un avantage numérique ou reproductif, d'une hybridation ou d'une introgression.  L'introgression, volontaire ou naturelle,  peut conduire à une homogénéisation ou au remplacement des génotypes locaux 
Ces phénomènes peuvent être particulièrement préjudiciable pour les espèces rares qui entrent en contact avec d'autres plus abondantes. Le croisement entre les espèces peuvent provoquer un « envahissement » du pool génétique de l'espèce la plus rare.
À l'inverse, l'absence totale de flux de gènes ou de pollinisation, par exemple dans des champs trop grands faisant l'objet de monocultures ou si le même matériel génétique est utilisé continuellement au fil du temps, peut exacerber les impacts potentiels et négatifs de la consanguinité.